# 약속어음

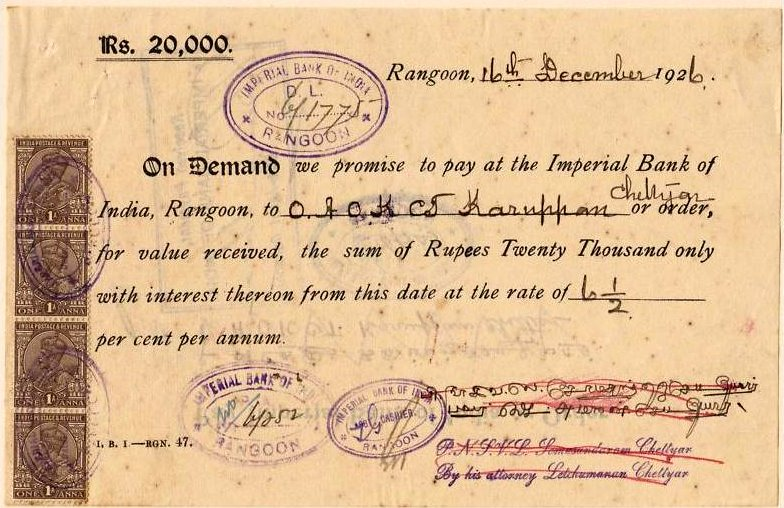
1926년 약속어음

약속어음(約束--, promissory note)은 발행인 자신이 일정금액을 지급할 것을 약속하는 어음이다. 약속어음은 지급약속증권이므로 발행인은 당연히 어음의 주채무자로서 환어음의 인수인과 같은 책임을 지게 되며 지급인이라는 것을 존재하지 않는다.

## 개요
어음의 조건에는 일반적으로 원금, 당사자가 있는 경우의 이자율, 날짜, 상환 조건(이자 포함) 및 만기일이 포함된다. 때때로 채무 불이행 시 수취인의 권리와 관련된 조항이 포함되며, 여기에는 발행업체의 자산에 대한 압류가 포함될 수 있다. 압류 및 계약 위반의 경우 CPLR 5001에 따른 약속어음은 채권자가 부채가 설정될 때까지 이자 만기일로부터 선입금 이자를 회수할 수 있도록 한다. 개인 간 대출의 경우 약속어음을 작성하고 서명하는 것은 종종 세금 및 기록 보관에 유용하다. 약속어음만으로는 일반적으로 무담보이다.

### 용어
지불용 어음이라는 용어는 일반적으로 회계에서 사용되거나 (미지급 계좌와 구별됨) 일반적으로 단지 "어음"으로 정의되며, 환어음과 약속어음에 대한 통일된 법을 제공하는 협약에 의해 국제적으로 정의되지만, 지역적인 차이가 존재한다. 지폐는 은행에 의해 만들어지고 주문형 소지자에게 지불될 수 있기 때문에 종종 약속어음이라고 불린다. 모기지 어음은 또 다른 중요한 예이다.
약속어음은 무조건적인 약속을 포함할 때 협상가능한 수단이다.
수요 약속 어음은 특정 만기일이 포함되어 있지는 않지만 대출 기관의 수요에 따라 만기가 도래하는 어음이다. 일반적으로 대출 기관은 지불 기한이 도래하기 며칠 전에만 대출 기관에 통지한다.
약속어음은 담보약정과 결합하여 사용될 수도 있다. 예를 들어, 약속어음은 저당권과 결합하여 사용될 수 있는데, 이 경우 저당권이라고 한다.

### 협상 가능성
협상 가능한 상품은 무조건적이며, 발행인이나 수취인에게 지불 이외의 의무를 거의 또는 전혀 부과하지 않는다. 미국에서는 협상 가능한 상품만이 통일상법전 제3조와 적법한 규칙에 따른 소지인의 적용을 받기 때문에 약속어음이 협상 가능한 상품인지 여부가 상당한 법적 영향을 미칠 수 있다. 모기지 어음의 협상 가능성은 특히 모기지와 관련된 의무와 "수하물" 때문에 논의되어 왔지만 모기지 어음에서는 종종 협상 가능한 상품으로 결정된다.
미국에서는 협상 불가능한 Long Form Promiscise Note이 필요하지 않다.

### 금융상품으로 사용
약속어음은 주로 기업의 단기 자금 조달을 위해 상업 용지로 사용되는 많은 국가에서 일반적인 금융 상품이다. 종종 서비스의 판매자 또는 제공자는 구매자(보통 다른 회사)에 의해 선불로 지불되지 않지만, 일정 기간 내에 판매자와 구매자가 모두 동의한 금액을 지불한다. 역사적으로 많은 기업들이 장부의 잔고를 맞추고 매주 말 또는 세금 월에 지불 및 부채를 실행하곤 했다. 그 이전에 구입한 모든 제품은 그 때만 지불된다. 관할 지역에 따라 이 이연 지불 기간은 법으로 규제할 수 있다. 프랑스, 이탈리아 또는 스페인과 같은 국가에서는 일반적으로 구매 후 30일에서 90일 사이이다.
예를 들어, 회사가 많은 고객에게 서비스를 제공한 다음 지불을 연기함으로써 그러한 거래의 많은 부분에 종사할 때, 회사는 장부상으로 회사가 여전히 해결책임에도 불구하고 자신의 유동성 상태(즉, 보유하고 있는 현금의 양)에 지장을 받을 만큼 충분한 돈을 빚을 수 있고, 자신의 부채를 존중할 수 없다는 것을 알게 될 수 있다. 그러한 경우, 회사는 은행에 단기 대출을 요청하거나 지불 불능을 피하기 위해 그러한 다른 단기 금융 약정을 사용할 수 있다. 그러나 약속어음이 일반적인 국가에서는, 회사(수취인 또는 대출자라고 함)는 채무자(발행자, 대출자 또는 지불인이라고 함) 중 한 명에게 약속어음을 수락하도록 요청할 수 있으며, 이에 따라 발행자는 합의된 기간 내에 약속어음에 설정된 금액(일반적으로 일부 또는 전체 부채)을 존중하기 위한 법적 구속력 있는 계약을 체결할 수 있다. 대출자는 그 다음 약속어음을 현금으로 교환할 금융기관(일반적으로 개인 또는 다른 회사일 수 있지만 은행)에 가져 갈 수 있으며, 일반적으로 약속어음은 작은 할인 없이 약속어음에 설정된 금액에 따라 현금으로 현금화된다.
약속어음이 만기일에 도달하면 현재의 소지인(은행)은 어음발행인(채무자)을 통해 이를 집행할 수 있으며, 발행인은 어음으로 약속한 금액을 은행에 지급하여야 한다. 그러나 발행인이 지급하지 않을 경우 은행은 약속어음을 현금화한 회사에 가서 지급을 요구할 권리를 보유한다. 무담보 약속어음의 경우, 대출자는 제조인의 상환능력만을 근거로 약속어음을 수수하고, 제조인이 지급하지 않을 경우, 대출자는 은행에 대한 채무를 이행하여야 한다. 담보 약속어음의 경우, 대출자는 제조인의 상환능력을 근거로 약속어음을 수수하지만, 어음은 가치 있는 것에 의해 담보되며, 제조인이 지급하지 않고 은행이 대금을 회수할 경우, 대출자는 담보를 실행할 권리가 있다.

### 사재로 사용
따라서, 약속어음은 사적인 돈의 한 형태로 작동할 수 있다. 과거에, 특히 19세기 동안, 그들의 광범위하고 규제되지 않은 사용은 종종 두 채무자의 지불 불능에 직면하거나 또는 단순히 두 사람에 의해 사기를 당하는 은행과 개인 금융가들에게 큰 위험의 원천이었다.

## 역사
함무라비 법전 100호는 채무자가 채권자에게 서면 계약 조건에 따라 만기일이 지정된 일정에 따라 대출금을 상환하도록 규정했다. 122호는 금, 은 또는 기타 보관을 위한 용선 및 동산의 예금자가 은행원에게 물품을 예치하기 전에 공증인에게 모든 물품과 서명된 보석 계약을 제시해야 한다고 규정했고, 123호는 공증인이 계약의 존재를 부인하는 경우 은행원은 보석 계약에서 어떤 책임도 면할 수 있다고 규정했다. 124호는 보석 계약이 공증된 예금자는 보증금 전액을 상환할 권리가 있다고 규정했고, 125호는 은행원이 소지 중에 도난당한 예금의 교체에 대한 책임이 있다고 규정했다.
중국 한나라 시대의 약속어음은 기원전 118년에 등장했고 가죽으로 만들어졌다. 로마인들은 서기 57년에 약속어음을 내구성이 강한 가벼운 물질로 사용했을 수도 있는데, 블룸버그 태블릿 중 런던에서 그 시기가 발견되었다는 점에서 약속의 증거로 사용했을 것이다.
역사적으로, 약속어음은 사적으로 발행된 화폐의 한 형태로 작용해 왔다. 비행현금 또는 페이키안은 당나라(618–907) 동안 사용된 약속어음이었다. 비행현금은 중국의 차 상인들에 의해 정기적으로 사용되었고, 지방의 수도에서 경화로 교환될 수 있었다. 중국의 약속어음이라는 개념은 마르코 폴로에 의해 유럽에 소개되었다.
전통에 따르면, 1325년 밀라노에서 약속어음이 서명되었다. 그러나, 이브라힘 이븐 야쿱(Ibrahim ibn Yaqub)의 960년 프라하 방문기에 따르면, 작은 천 조각들이 무역 수단으로 사용되었으며, 이 천들은 은에 비해 정해진 환율을 가지고 있다. 1150년경 기사단은 순례자들에게 약속어음을 발행했고, 순례자들은 출발하기 전에 지역 기사단의 계율에 그들의 귀중품을 맡겼고, 예금의 가치를 나타내는 문서를 받은 다음, 성지에 도착하자마자 그 문서를 사용하여 동등한 가치의 보물로 자금을 회수했다.
1348년경 독일 괴를리츠에서 유대인 채권자 아다세는 71마르크짜리 약속어음을 소유하고 있었다. 또한 1384년 제노바와 바르셀로나 사이에 약속어음이 발행되었다는 증거도 있지만, 편지 자체는 소실되었다. 1371년 발렌시아에서 베르나트 데 코디나흐스가 휴에스카(당시 아라곤 왕국의 일부) 출신 상인 마누엘 덴텐사를 위해 발행한 약속어음도 마찬가지이다. 이 모든 경우에, 약속어음은 지폐의 기초적인 시스템으로 사용되었는데, 이는 발행된 금액이 관련 도시들 사이에 금속 동전으로 쉽게 운반될 수 없었기 때문이다. 지날도 지오반니 바티스타 스트로치는 1553년 베상송 시를 상대로 메디나 델 캄포(스페인)에서 초기 형태의 약속어음을 발행했다. 그러나 그 훨씬 이전에 지중해 상업에서 약속어음이 사용되었다는 통지가 있다.
2005년 한국 법무부와 금융기관 컨소시엄은 수년간의 개발 끝에 세계 최초로 기업 거래에서 약속어음(결제 가능한 어음)을 종이 대신 디지털 방식으로 만들 수 있는 전자 약속어음(eNote) 서비스를 발표했다.
미국에서는 2000년 글로벌 및 국가 상거래법(Electronic Signature in Global and National Commerce Act)과 통일 전자 거래법(UETA)의 결과로 eNote가 가능해졌다. eNote가 서면 약속어음이 되기 위해서는 모든 요건을 충족해야 한다.

## 같이 보기
- 어음
- 신용 카드
- 채권 (금융)
- 국채
- 신용장
- 학자금 대출